# Биренбаум, Роберт
Ро́берт Биренба́ум (р. 1955 год) — американский пластический хирург, ставший известным благодаря делу об исчезновении его жены Гейл Кац Биренбаум. Её поиски продолжались более 10 лет, и, несмотря на отсутствие тела миссис Биренбаум, её муж в последующем был осуждён за её убийство.

## Предыстория
Роберт Биренбаум был красив, высок, строен, спортивен. Он любил спорт, водил гоночный автомобиль, летал на аэроплане и увлекался горными лыжами. Он говорил на 6 языках, умел играть на гитаре. Кроме того, он был профессиональным пластическим хирургом. В 1982 году он женился на девушке по имени Гейл. В отличие от своего жениха, невеста была невзрачной, неуравновешенной, дважды попадала в больницу из-за депрессии и имела одну попытку самоубийства. До замужества состояла в интимных отношениях со множеством мужчин. На момент свадьбы она училась в колледже, собираясь стать психотерапевтом.
Многие родственники молодожёнов выразили свои сомнения по поводу этого брака. Семейная жизнь Роберта и Гейл сразу дала трещину. Роберт был властным и жёстким человеком, и хотел держать жизнь жены под строгим контролем. Привыкшую к свободе Гейл, имевшую плохой характер, это не устраивало. Между ними постоянно происходили скандалы, а иногда даже и драки. Сексуальная жизнь супругов также не заладилась. Гейл изменяла мужу с разными мужчинами.
Тем не менее, супруги не разводились. Они записались на консультации к психиатрам и психоаналитикам. Один из них, доктор Майкл Стоун, проведя анализ ситуации, сказал Гейл, что её жизнь в опасности. Он был уверен, что муж может в любой момент убить её или искалечить. Доктор настаивал на скорейшем разводе.

### Исчезновение, расследование и суд
7 июля 1985 года Гейл исчезла из своей квартиры. Ее родители — Сильвия и Мэнни Кац, вместе с Робертом, ходили по улицам Манхэттена, расклеивая повсюду листовки с портретом Гейл и просьбой что-либо сообщить. Младшая сестра Гейл, Элейн, через несколько дней после исчезновения заявила, что уверена в том, что её сестру убили и что убийца — Роберт. На следующий день после исчезновения Роберт Биренбаум пришел в полицию и попросил подключиться к её поискам. Через неделю доктор Биренбаум появился в теленовостях и попросил телезрителей помочь разыскать его жену. Меж тем, всё больше и больше родственников Гейл говорили полицейским, что уверены в том, что Роберт убил свою жену.
Прямых улик против него не было. В 1999 году, после анализа показаний, некоторых улик и других дополнений к делу, Роберту Биренбауму было предъявлено обвинение в убийстве. За прошедшие 12 лет Роберт Биренбаум переехал в Лас-Вегас, женился на гинекологе Жанет Чоллет, после чего молодожёны переехали в Северную Дакоту. Там у них родилась дочь, а потом Роберт открыл свою клинику, которая пользовалась большим успехом. Он был богат и имел множество любовниц. Несмотря на то, что тело Гейл Биренбаум найдено не было, её муж был обвинён в её убийстве. Основанием для ареста и обвинения стал ряд косвенных улик. Мистер Биренбаум путался в своих показаниях, иногда откровенно лгал. Некоторые улики указывали на то, что Гейл Биренбаум не могла сама уйти из дома (так, она оставила дома свою сумку, где лежали деньги, кредитки и сигареты).
По версии обвинения, Роберт Биренбаум убил жену, положил её тело в чемодан (или что-то вроде этого), погрузил его в автомобиль и поехал на аэродром. Там он внес завернутый труп в арендованный им заранее самолет (Роберт любил летать на самолёте). Во время полёта он выбросил труп своей жены в океан. Суд состоялся в Уголовном суде Манхэттена. Присяжные совещались 7 часов и признали Роберта Биренбаума виновным в убийстве своей жены. Он был приговорён к пожизненному заключению без права на досрочное освобождение.

### Признательные показания
На слушаниях по условно-досрочному освобождению в декабре 2020 года Биренбаум признался в том, что задушил свою жену и выбросил ее тело из самолета во время полета над Атлантическим океаном. На слушаниях ему было отказано в условно-досрочном освобождении. Следующее слушание по его условно-досрочному освобождению было назначено на ноябрь 2021 года.

## В массовой культуре
- Дело Роберта Биренбаума легло в основу 8 эпизода 1 сезона телесериала «Закон и порядок: Преступное намерение» (эпизод «The Good Doctor»).